# نوع موسيقي

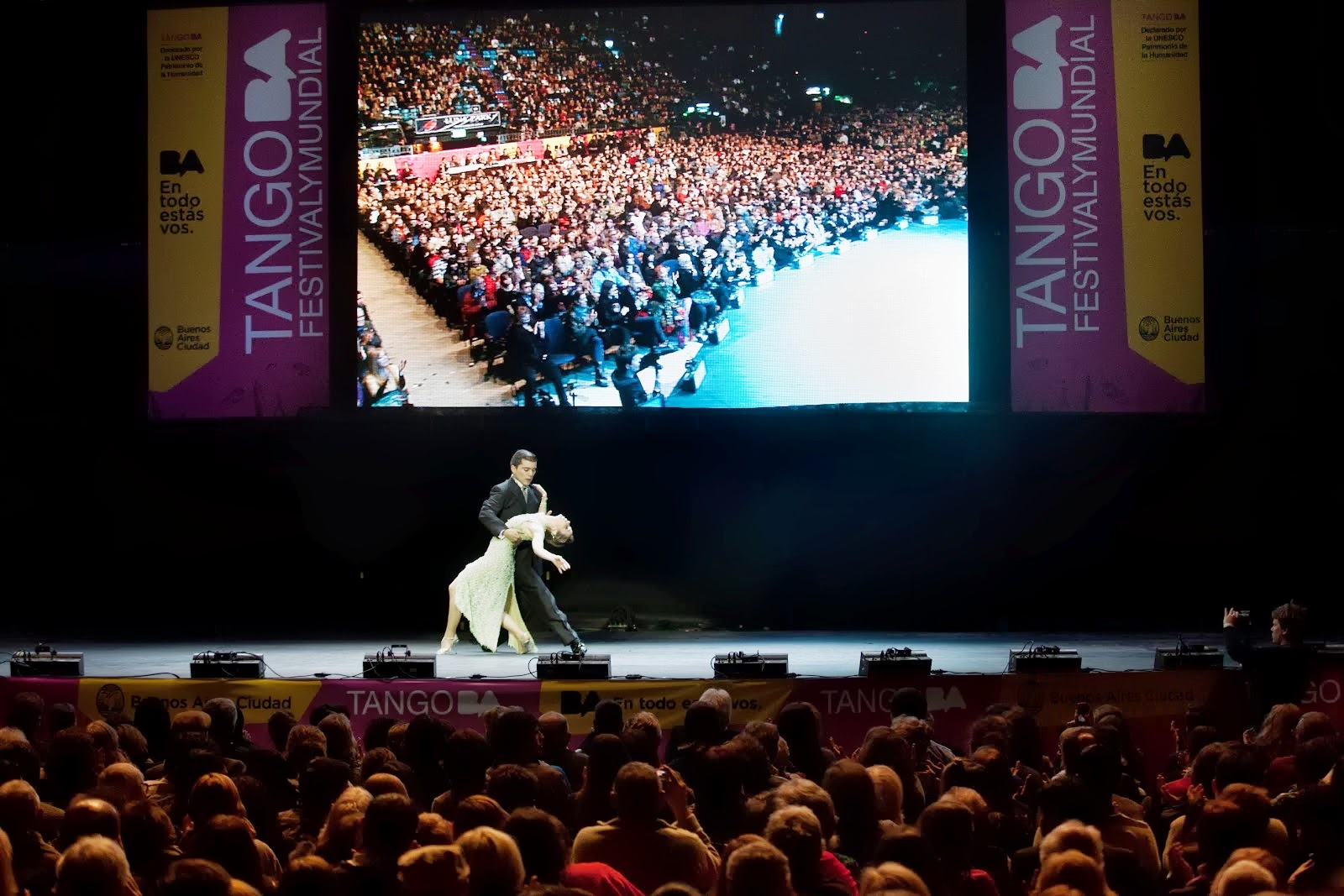
تانجو

النوع الموسيقي مصطلح يصنف على أساسه القطع والعمال الموسيقية حسب طرازها ونوع الآلات الموسيقية المستخدمة فيها. هناك طرق عديدة لتصنيف الموسيقى : قد تكون على أساس الأصل الجغرافي أو حسب التقنية المستخدمة فيها. هناك فرق كبير بين أنماط الموسيقى الشرقية وأنماط الموسيقى الغربية يتجلى بشكل واضح في درجات السلم الموسيقي.